# Luis Oyarbide
Luis Oyarbide (n. Montevideo, Uruguay, 1 de septiembre de 1986) es un futbolista uruguayo. Juega de centrocampista ofensivo y juega en el Iraklis Psachna F.C. de Grecia.

## Clubes
| Club                 | País    | Año       |
| -------------------- | ------- | --------- |
| Nacional             | Uruguay | 2006—2007 |
| Central Español      | Uruguay | 2007—2008 |
| Nacional             | Uruguay | 2008—2009 |
| Montevideo Wanderers | Uruguay | 2009—2010 |
| El Tanque Sisley     | Uruguay | 2010-2011 |
| Democrata            | Brasil  | 2012      |
| Olympiakos Volou     | Grecia  | 2012-2013 |
| Iraklis Psachna F.C. | Grecia  | 2013-2014 |
| Cerrito              | Uruguay | 2014-2015 |